# The Monster Tour
Tournées par Eminem et Rihanna
Rapture Tour (en)
(2014)
The Monster Tour est une tournée musicale mettant en scène le rappeur américain Eminem aux côtés de la chanteuse barbadienne Rihanna. Cette tournée, exclusivement américaine, débute le 7 août 2014. Le premier show, qui s'est déroulé au Rose Bowl Stadium de Pasadena, en Californie, est un succès ; les deux artistes se produisent à guichets fermés devant une audience de 90 000 personnes,. The Monster Tour s'achève le 23 août au Comerica Park de Détroit.
En février 2014, il est annoncé que les deux artistes voulaient effectuer une mini-tournée. Le 19 mars 2014, The Monster Tour est confirmé et trois datent sont annoncées. Au 28 mars 2014, tous les tickets étaient déjà vendus. Le 21 mars, trois dates furent rajoutées pour répondre à la demande du public.

## Liste des pistes
La liste suivante représente celle du premier concert à Pasadena, en Californie. Elle n'est pas exactement la même durant toute la tournée.
1. Numb
2. No Love
3. Run This Town
4. Live Your Life
5. Crack A Bottle
6. Won't Back Down
7. What Now
8. Phresh Out the Runway
9. Birthday Cake
10. Talk That Talk
11. Rude Boy
12. What's My Name?
13. Pour It Up
14. Cockiness (Love It)
15. Man Down
16. You da One
17. Wait Your Turn
18. Jump
19. Umbrella
20. All of the Lights
21. Rockstar 101
22. Only Girl (In the World)
23. Where Have You Been
24. Stay
25. Love the Way You Lie
26. 3 a.m.
27. Square Dance
28. Business
29. My Dad’s Gone Crazy
30. Evil Deeds
31. Rap God
32. Marshall Mathers
33. Still Don't Give a Fuck
34. Criminal
35. The Way I Am
36. Airplanes
37. Stan
38. Sing for the Moment
39. Like Toy Soldiers
40. Forever
41. Berzerk
42. 'Till I Collapse
43. Cinderella Man
44. My Name Is
45. The Real Slim Shady
46. Without Me
47. Not Afraid
48. Diamonds
49. We Found Love
50. Lose Yourself
51. The Monster

## Dates et lieux de la tournée
| Date             | Ville           | Pays            | Lieu            | Affluence                | Revenu      |
| ---------------- | --------------- | --------------- | --------------- | ------------------------ | ----------- |
| Amérique du Nord |                 |                 |                 |                          |             |
| 7 aout 2014      | Pasadena        | États-Unis      | Rose Bowl       | 110,346 / 110,346        | $13,148,346 |
| 8 aout 2014      | Pasadena        | États-Unis      | Rose Bowl       | 110,346 / 110,346        | $13,148,346 |
| 16 aout 2014     | East Rutherford | États-Unis      | MetLife Stadium | 101,941 / 101,941        | $12,721,417 |
| 17 aout 2014     | East Rutherford | États-Unis      | MetLife Stadium | 101,941 / 101,941        | $12,721,417 |
| 22 aout 2014     | Détroit         | États-Unis      | Comerica Park   | 78,576 / 78,576          | $10,598,888 |
| 23 aout 2014     | Détroit         | États-Unis      | Comerica Park   | 78,576 / 78,576          | $10,598,888 |
| CUMULATIF TOTAL  | CUMULATIF TOTAL | CUMULATIF TOTAL | CUMULATIF TOTAL | 581,726 / 581,726 (100%) | $36,468,651 |